# Miho Bošković
Miho Bošković (Dubrovnik, 1983. november 11. –) horvát válogatott vízilabdázó, a Jug Dubrovnik játékosa. 2007-ben az Év Vízilabdázójának választották.

## Pályafutása
Pályafutását szülővárosában, a Jug Dubrovnik csapatában kezdte. Számos alkalommal nyert horvát bajnoki címet és hódította el a Horvát Kupát is. 2006-ban előbb csapatával megnyerte a vízilabda Bajnokok Ligáját, majd az európai vízilabda szuperkupát is. Mivel mindenképpen váltani szeretett volna, 2010 nyarán igazolt a Vasashoz.
A horvát válogatottban a 2005-ös montreali világbajnokságon mutatkozott be, 2007-ben pedig megnyerte azt Melbourne-ben. Az aranyérmes nemzeti válogatott csapatkapitányaként a LEN Európa legjobb játékosának választotta. A 2011-es sanghaji világbajnokságon a bronzérmes csapat tagja volt. Visszavonulása után ének tanár lett egy dubrovniki gimnáziumban.[forrás?]

## Díjai, elismerései
- Az év európai vízilabdázója (LEN) (2012)[3]